# Ułanów
Ułanów – kolonia w Polsce, położona w województwie dolnośląskim, w powiecie polkowickim, w gminie Radwanice.
Do 2023 r. miejscowość była przysiółkiem wsi Sieroszowice.
Jest częścią sołectwa Sieroszowice.
W latach 1975–1998 przysiółek administracyjnie należał do województwa legnickiego.

## Demografia
Według Gminy Radwanice 31.12.2019 Ulanów liczył 48 mieszkańców. 